# Kopitzsch
Kopitzsch ist ein Ortsteil der Gemeinde Miesitz im Saale-Orla-Kreis in Thüringen.

## Geografie
Kopitzsch liegt mitten in der Orlaaue westlich von Miesitz und der Bundesautobahn 9 in unmittelbarer Nähe der Anschlussstelle Triptis der Bundesautobahn. Die Bundesstraße 281 streift die hauptsächlich feldertragende Gemarkung. Nördlich beginnt das Waldgebiet der Saale-Elster-Sandsteinplatte bei Alsmannsdorf.

## Geschichte
Die urkundliche Ersterwähnung von Kopitzsch erfolgte 1378.
Der von jeher landwirtschaftlich geprägte Ort ging in seiner Entwicklung auch den ostdeutschen Weg. Die Bauern waren mit in der Agrar-Industrie-Vereinigung tätig. Nach der Wende fand man schnell neue Strukturen der Landbewirtschaftung. Das zeigt sich auch am Beispiel des Fachwerkkomplexes eines Hofes im Ort und an der 1740 erbauten und instandgesetzten Kirche.

## Persönlichkeiten
- Johann Christian Stemler (1701–1773), lutherischer Theologe.